# Aldeacipreste
Aldeacipreste es un municipio y localidad española de la provincia de Salamanca, en la comunidad autónoma de Castilla y León. Se integra dentro de la comarca de la Sierra de Béjar. Pertenece al partido judicial de Béjar y a las mancomunidades Embalse de Béjar y Ruta de la Plata.
Su término municipal está formado por las localidades de Aldeacipreste y Valbuena, ocupa una superficie total de 37,17 km² y según los datos demográficos recogidos en el padrón municipal elaborado por el INE en el año 2017, cuenta con una población de 119 habitantes.
Limita al sur con las localidades de Montemayor del Río y Lagunilla, al oeste con la localidad de Valdelageve, al este con Béjar, Cantagallo y Puerto de Béjar y al norte con Horcajo de Montemayor, Colmenar de Montemayor, Valdehijaderos y La Calzada de Béjar.

## Historia
La fundación de Aldeacipreste se remonta a la repoblación llevada a cabo por el rey Alfonso IX de León en torno a 1227, cuando este monarca creó el concejo de Montemayor del Río, en el que quedó integrado, dentro del Reino de León. Con la creación de las actuales provincias en 1833, Aldeacipreste quedó integrado en la provincia de Salamanca, dentro de la Región Leonesa.

## Geografía humana

### Demografía
Cuenta con una población de 91 habitantes (INE 2024).
| Gráfica de evolución demográfica de Aldeacipreste entre 1842 y 2021                                                   |
| |
| Población de derecho según los censos de población del INE. Población de hecho según los censos de población del INE. |

Según el Instituto Nacional de Estadística, Aldeacipreste tenía, a 31 de diciembre de 2018, una población total de 116 habitantes, de los cuales 61 eran hombres y 55 mujeres. Respecto al año 2000, el censo refleja 225 habitantes, de los cuales 122 eran hombres y 103 mujeres. Por lo tanto, la pérdida de población en el municipio para el periodo 2000-2018 ha sido de 109 habitantes, un 49% de descenso.
El municipio se divide en dos núcleos de población. De los 116 habitantes que poseía el municipio en 2018, Aldeacipreste contaba con 78, de los cuales 37 eran hombres y 41 mujeres, y Valbuena con 38, de los cuales 24 eran hombres y 14 mujeres.

### Transporte
El municipio está más o menos bien comunicado por carretera, siendo atravesado por una carretera local que une con Colmenar de Montemayor hacia el oeste, permite articular los dos núcleos de población de Aldeacipreste y Valbuena y comunica hacia el este con Béjar y el acceso a la autovía Ruta de la Plata que une Gijón con Sevilla, permitiendo dirigirse tanto al norte como al sur peninsulares y cuyo acceso se encuentra a 10 km de distancia.
En cuanto al transporte público se refiere, tras el cierre de la ruta ferroviaria de la Vía de la Plata, que pasaba por el municipio de Béjar y contaba con estación en el mismo, no existen servicios de tren en el municipio ni en los vecinos, ni tampoco línea regular con servicio de autobús, siendo la estación más cercana la de Béjar. Por otro lado el aeropuerto de Salamanca es el más cercano, estando a unos 91km de distancia.

## Símbolos

### Escudo
El escudo heráldico que representa al municipio fue aprobado con el siguiente blasón:

«Escudo cuartelado. Primero y cuarto de gules con una becerra de raza morucha, de oro. Segundo y tercero, de plata con una cabeza de perro con un pan en la boca, todo al natural. Bordura general de azur, cargada de ocho bellotas de roble, de plata. Timbrado de la Corona Real española»

### Bandera
La bandera municipal fue aprobada con la siguiente descripción textual:

«Bandera rectangular, de proporción 2:3, y es terciada de tres fajas de azul, blanco y rojo, con el escudo municipal al centro de la faja blanca»

## Administración y política

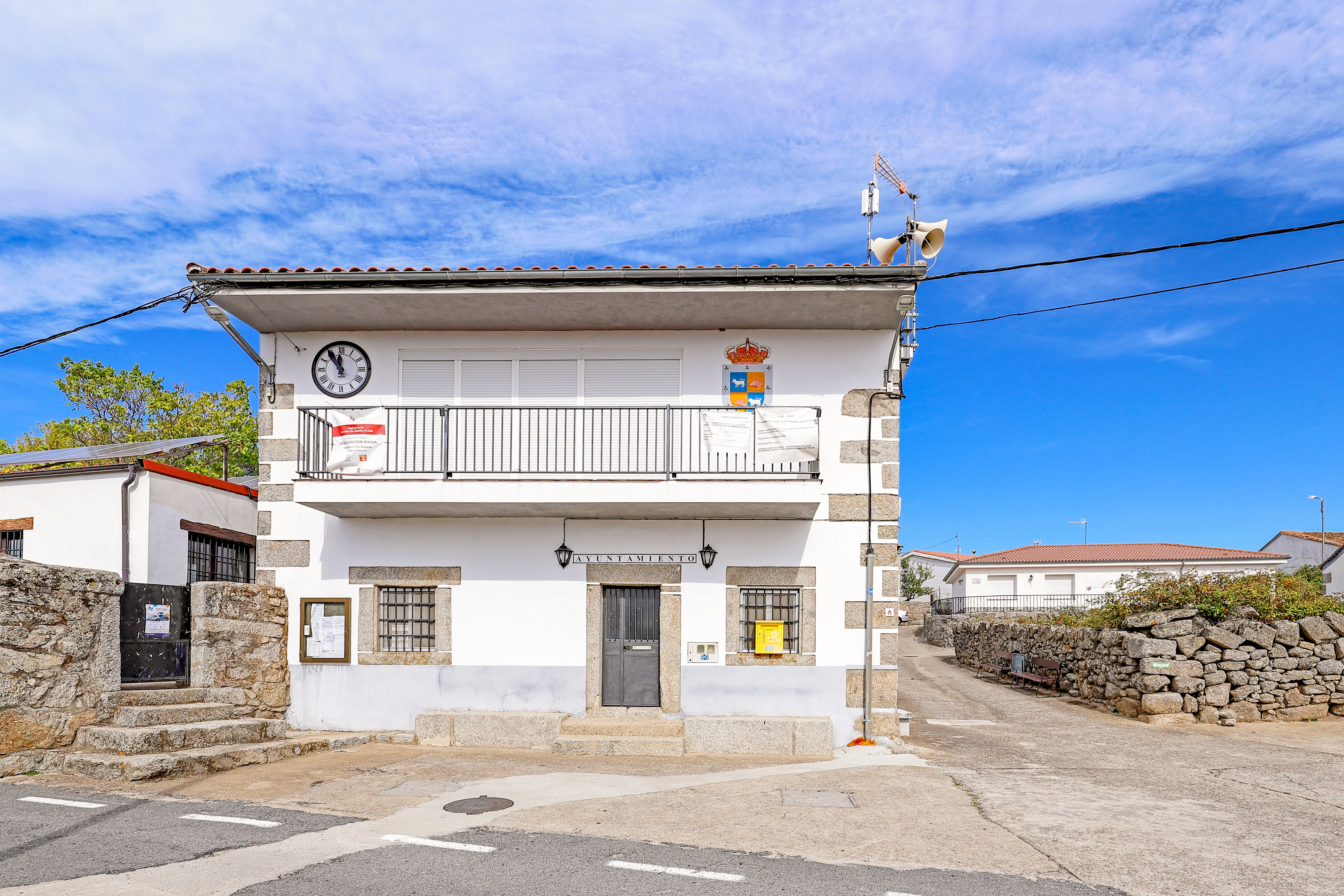
Casa consistorial

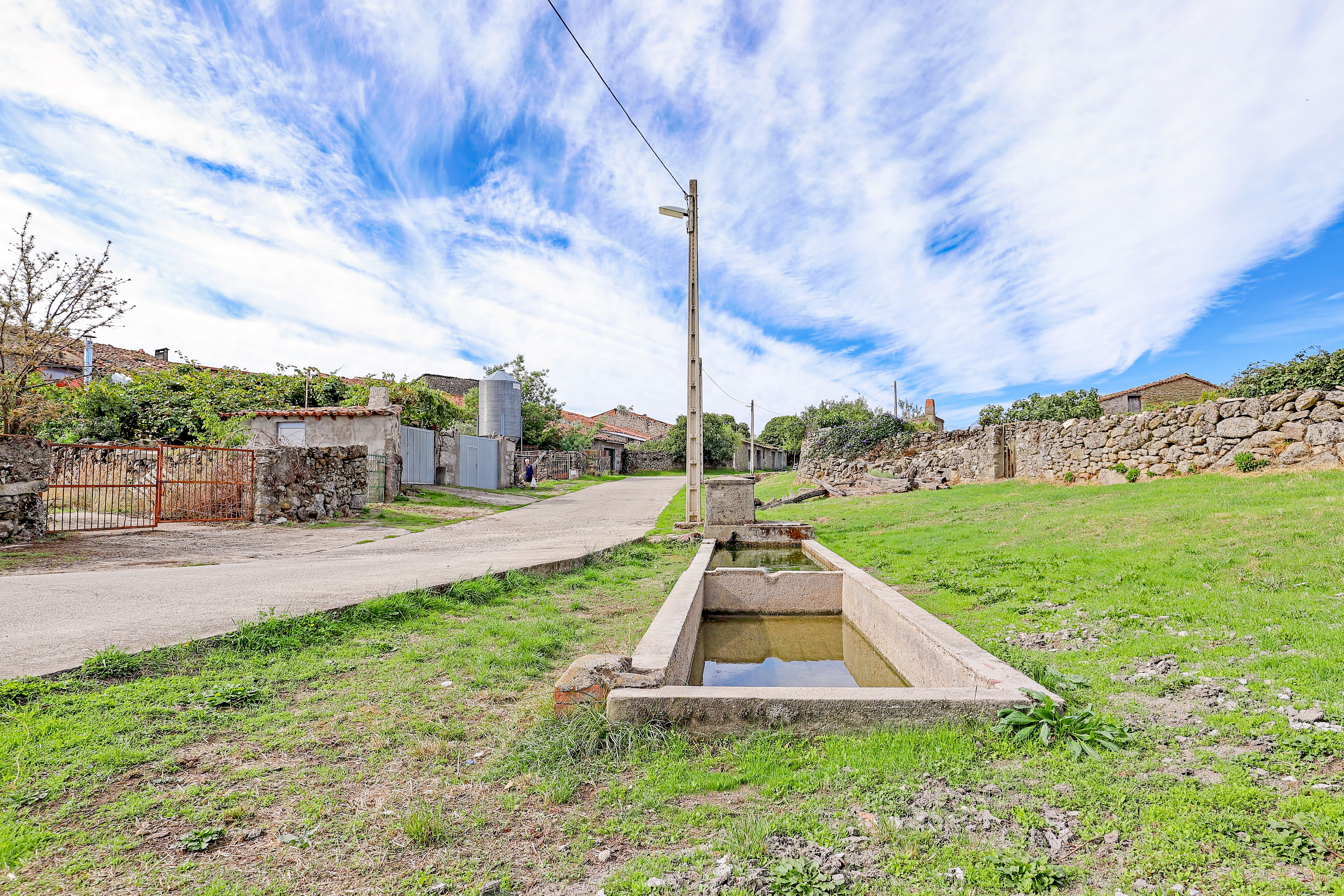
Abrevadero

| Partido político                                       | 2019  | 2019  | 2019       | 2015  | 2015  | 2015       | 2011  | 2011  | 2011       | 2007  | 2007  | 2007       | 2003  | 2003  | 2003       |
| Partido político                                       | %     | Votos | Concejales | %     | Votos | Concejales | %     | Votos | Concejales | %     | Votos | Concejales | %     | Votos | Concejales |
| Partido Socialista Obrero Español (PSOE)               | 52,50 | 42    | 4          | 20,40 | 102   | 1          | 7,21  | 8     | 0          | 11,01 | 12    | 0          | 26,92 | 28    | 1          |
| Partido Popular (PP)                                   | 30,00 | 24    | 1          | 55,42 | 46    | 4          | 35,14 | 39    | 1          | 55,96 | 61    | 4          | 67,31 | 70    | 4          |
| Agrupación Independiente Aldeacipreste-Valbuena (AIAV) | —     | —     | —          | —     | —     | —          | 49,38 | 199   | 4          | —     | —     | —          | —     | —     | —          |
| Coalición SI por Salamanca (SI)                        | —     | —     | —          | —     | —     | —          | 1,8   | 2     | 0          | —     | —     | —          | —     | —     | —          |
| Unión del Pueblo Salmantino (UPSa)                     | —     | —     | —          | —     | —     | —          | —     | —     | —          | 31,19 | 34    | 1          | —     | —     | —          |
| Unidad Regionalista de Castilla y León (URCL)          | —     | —     | —          | —     | —     | —          | —     | —     | —          | —     | —     | —          | 11,54 | 12    | 0          |

## Cultura

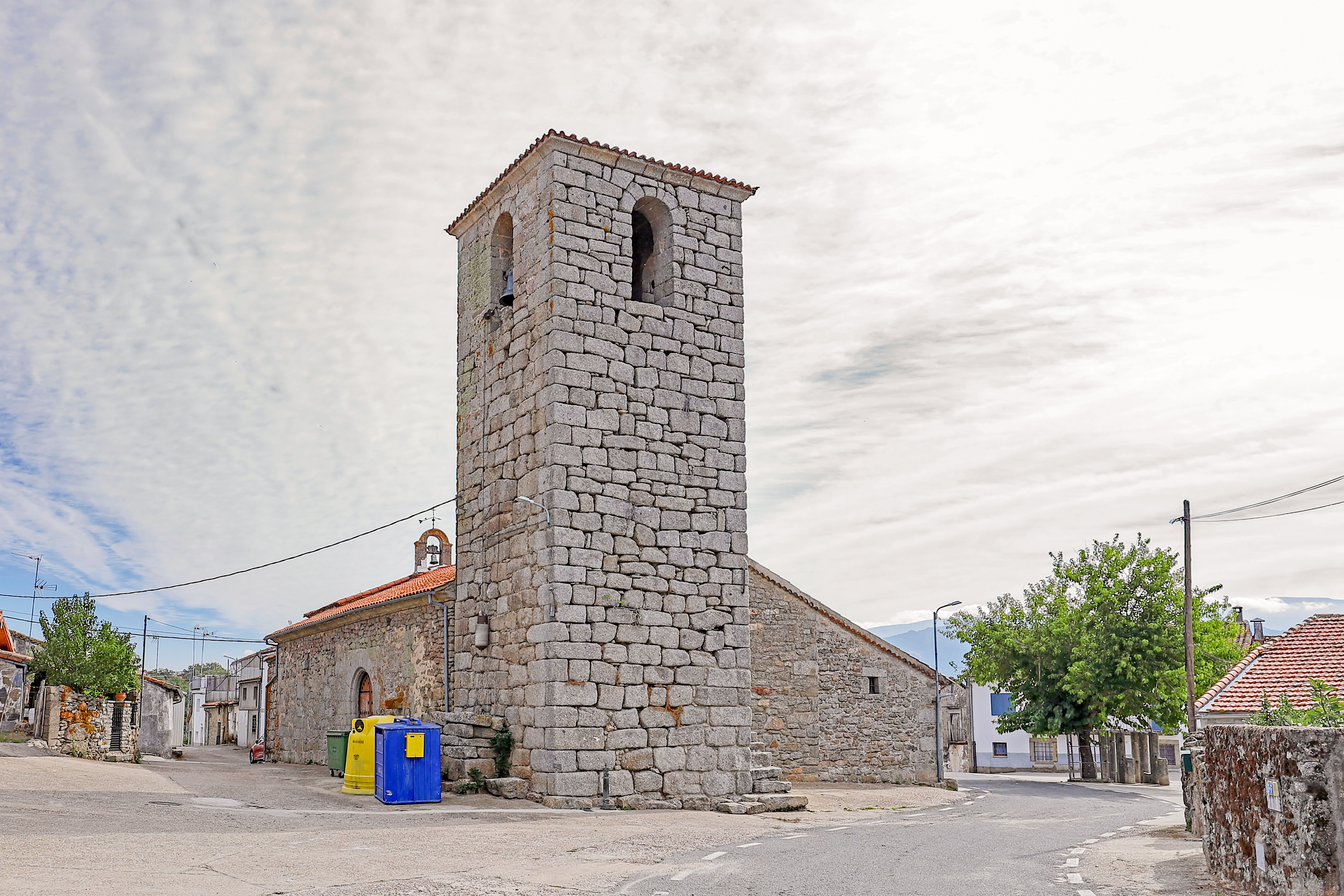
Iglesia de la Asunción

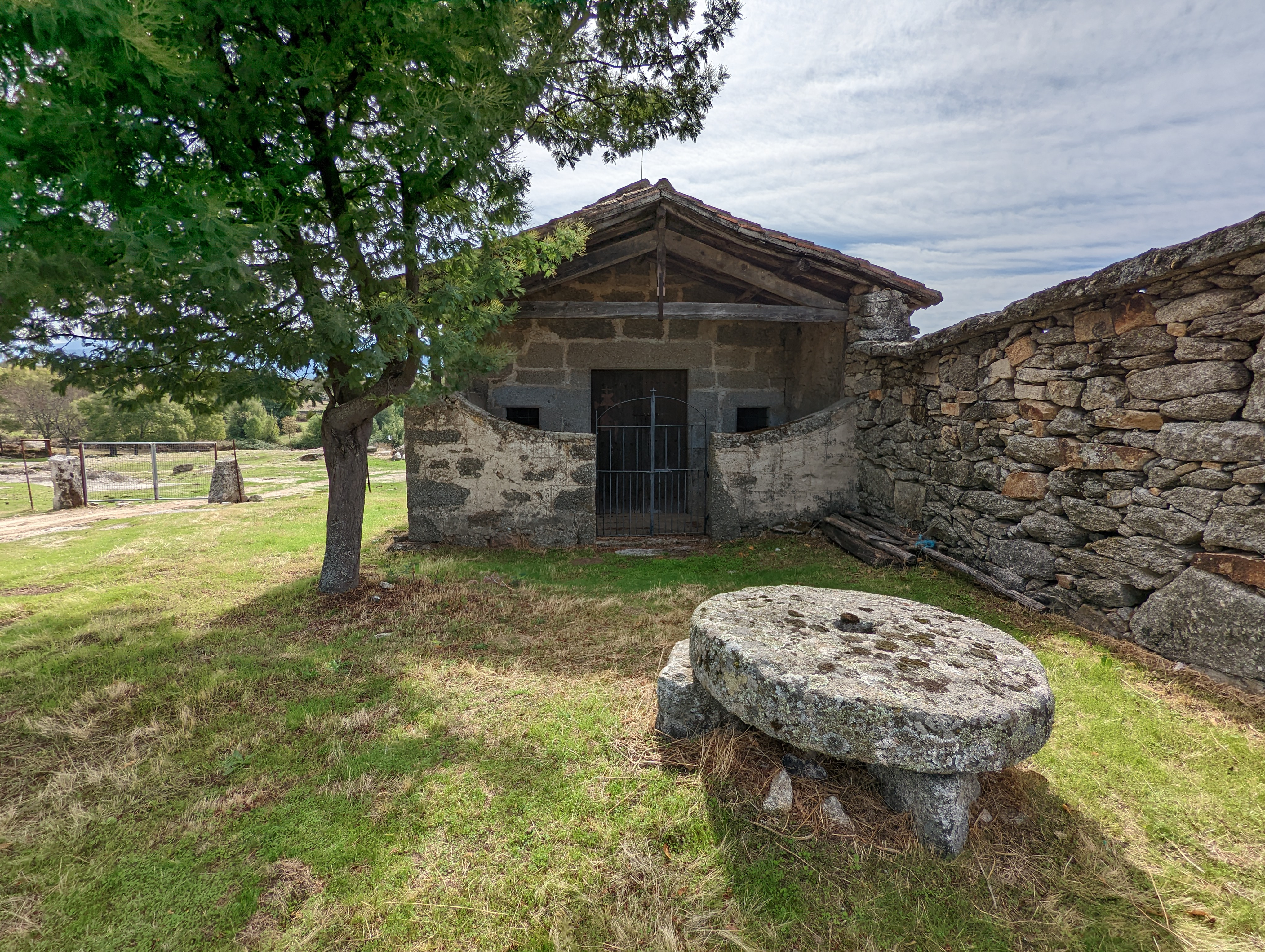
Ermita

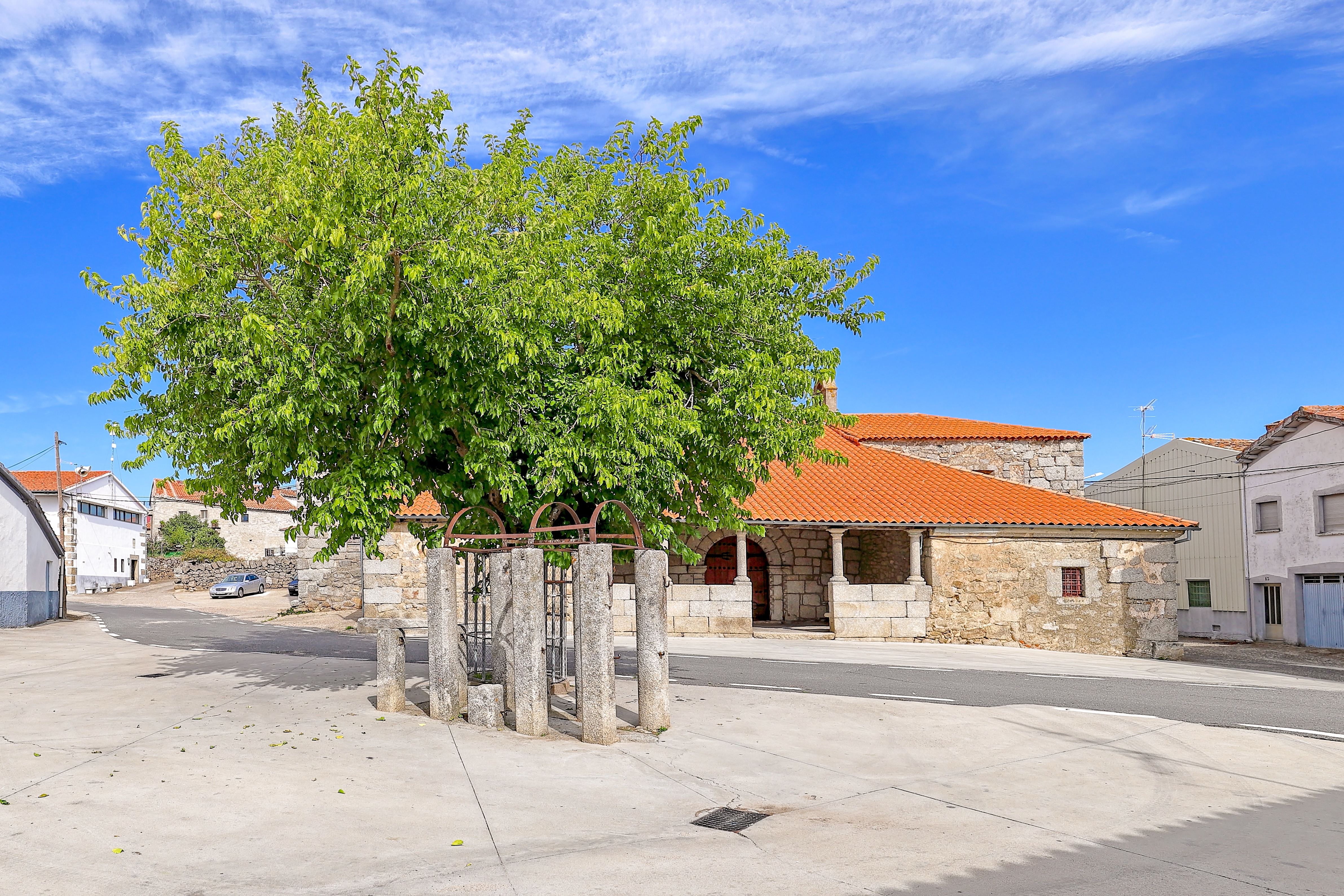
Potro

### Fiestas
- 16 de agosto. Festividad de San Roque. Procesión del Santo y Misa posterior. Al finalizar la breve procesión por las calles de la localidad, es tradicional que se subasten las pernillas entre los devotos. Se puja por el honor de sujetar uno de los varales de las andas del Santo y cargar con él en el momento de su entrada en el templo para la misa. Las fiestas, que suelen durar varios días, incluyen verbenas populares, torneos de juegos tradicionales como la calva y otros de naipes, así como homenajes a los mayores.
- 14 de septiembre.